# 輝く道 (キルギス)
輝く道（かがやくみち）は、キルギス共和国の政党である。クルマンベク・バキエフ政権を議会において支えるために結成された政党。キルギス語で、「輝く道」は、アク・ジョル（Ак Жол）と表記する。

## 概要
2007年10月15日、来るべき議会選挙に備えて、バキエフ支持者により「アク・ジョル」党が結成され、バキエフが党執行委員会議長に選出された。翌16日、法務省に登録。目論見通り、同年12月16日の議会選挙では、46.99％を得票して第1党を占め、全90議席中71議席を確保した。
しかしながら、野党勢力は、これを不正選挙とみなし、大規模な抗議集会を開くなど、政情は不安定になった。
野党の不満が爆発した2010年キルギス騒乱により、党首バキエフは国外逃亡を余儀なくされ、政権は崩壊した。旧バキエフ派政治家の多くは新たにアタ・ジュルト党を結成した。アク・ジョルの公式ホームページは2010年7月で更新が止まっている（2013年11月現在）。

## 組織
15名から成る政治会議と執行委員会が設置されている。

## 歴代党首
- クルマンベク・バキエフ（2007年10月 -） - 大統領在職により形式上党籍は停止
  - 第一副議長タブルディ・オロザリエフ（2009年5月1日 -）